# Giulio Cittato
Giulio Cittato (Venezia, 3 giugno 1936 – 1986) è stato un designer italiano.

## Formazione
La sua formazione è avvenuta al Corso Superiore di Disegno Industriale, istituito su iniziativa dell'Istituto d'arte di Venezia.

## Attività
Durante l’ultimo anno del corso superiore di disegno industriale, dal marzo 1963 e fino al gennaio 1965, Giulio Cittato compie un’esperienza lavorativa pratica presso la Rinascente Upim Archiviato il 16 marzo 2019 in Internet Archive. di Milano.
Nel 1962, Giulio Cittato frequenta il corso di grafica operativa di Massimo Vignelli. Vignelli descrive Cittato come uno studente entusiasta, divertente, affascinato dal mondo del design e dagli aneddoti sulle sue esperienze americane; pronto ad afferrare e memorizzare le teorie sul design; dotato di una grande passione e di un’attitudine che lo portano ad evitare il kitsch ed a procedere per eliminazione del superfluo. Durante gli studi, Cittato si appassiona al lavoro di Vignelli e al suo approccio verso la grafica; assorbe e sviluppa questo linguaggio, essenziale e “oggettivo”, non commerciale, basato sull’uso di pochi caratteri e di un forte senso d’impatto e di significato, appropriandosene e articolandolo in modo vivo e creativo, elaborando una propria cifra stilistica.
Nel 1965, Vignelli fonda con Bob Noorda l’Unimark International Corporation for Design and Marketing, con sedi a Chicago, New York, San Francisco e Milano ed offre a Cittato, l’opportunità di compiere un’esperienza presso la sede di Chicago per qualche anno. Dopo altre esperienze nel Center for Advanced Research in design e nella Container Corporation of America, rientra a Venezia, non limitando, però il suo lavoro all’area veneta. Nei primi anni ’70 progetta il marchio con l’immagine coordinata di Coin.
Dal 1981 è entrato a far parte dello studio milanese Signo, con Heinz Waibl e Laura Micheletto.